# Glastonbury (Somerset)

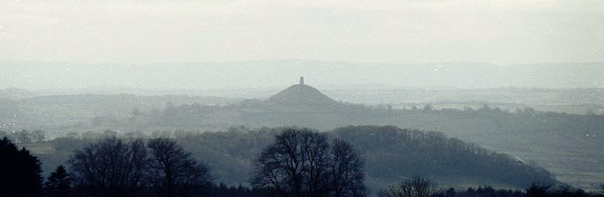
Glastonbury Tor

Glastonbury é uma pequena cidade do Condado de Somerset, na Inglaterra, situada 50 km (31 milhas) ao sul de Bristol. A cidade tem uma população de 8800 pessoas aproximadamente (estimativa do ano de 2002). Localiza-se no distrito de Mendip.
A cidade é conhecida por sua história, por locais como Glastonbury Lake Village, a Abadia de Glastonbury e a Glastonbury Tor, pelos muitos mitos e lendas associados à cidade e pelo Festival de Glastonbury, que acontece no vilarejo próximo, Pilton.

## História e mitologia
A cidade de Glastonbury é particularmente notável pelos mitos e lendas a respeito da colina próxima dali, a Glastonbury Tor, que reina solitária em meio ao resto completamente liso da paisagem de Somerset Levels. Esses mitos são a respeito de José de Arimatéia, do Santo Graal e do Rei Artur.
A lenda de José de Arimateia diz que Glastonbury foi o local de nascimento do Cristianismo nas ilhas britânicas e que a primeira igreja britânica foi construída lá, para guardar o Santo Graal aproximadamente 30 anos após a morte de Jesus. A lenda também diz que um José mais jovem havia visitado Glastonbury com Jesus quando este ainda era pequeno. A lenda provavelmente tem origem na Idade Média, quando relíquias religiosas e peregrinações eram negócios lucrativos para as abadias. No entanto, William Blake acreditou nessa lenda e escreveu o poema que deu suas palavras à patriótica música inglesa "Jerusalém".

### O pilriteiro
No mito cristão diz-se que José chegou a Glastonbury num barco pela inundada Somerset Levels. Ao desembarcar, enfiou seu cajado no chão. O cajado floresceu miraculosamente numa árvore santa cujo nome é, literalmente traduzido, pilriteiro de Glastonbury (ou Sagrado Pilriteiro). Essa é a explicação por trás da existência de uma árvore  híbrida que só cresce dentro de algumas milhas de Glastonbury.
Essa ávore floresce apenas duas vezes ao ano; uma vez na primavera e outra na época do Natal a depender do clima. Cada ano um galho da árvore é cortado por um padre da Igreja da Inglaterra local e pela criança mais velha da escola St John's, e é depois enviado à rainha para que possa adornar sua mesa.
A árvore original era um centro de peregrinação na Idade Média, mas foi cortada durante a Guerra Civil (um soldado teria atirado na árvore ao ter sua visão bloqueada). Uma árvore substituta foi plantada no século XX em Wearyall Hill (originalmente em 1951, para marcar o Festival da Bretanha). No entanto, a árvore teve de ser replantada no ano seguinte, já que a primeira tentativa não vingou. Mas muitas outras mudas, simbolizando a original, crescem por Glastonbury, incluindo os dos terrenos da Abadia de Glastonbury, da Igreja de St John e Chalice Well.

### Avalon
Em algumas versões do mito arturiano, Glastonbury é tida como a lendária ilha de Avalon. Uma antiga história galesa liga o rei Artur a Tor, numa ocasião de luta entre ele e o rei celta Melwas, que aparentemente teria raptado a mulher de Artur, a rainha Guinevere. 
Geoffrey de Monmouth identificou Glastonbury como Avalon pela primeira vez em 1133. Em 1191, monges alegaram ter achado os túmulos de Artur e Guinevere ao sul da abadia. Os restos no túmulo foram retirados e posteriormente perdidos durante a Reforma. Muitos estudiosos suspeitam que essa descoberta foi forjada para sustentar a antiguidade da fundação da abadia e aumentar sua fama.
Também foi em Glastonbury, de acordo com algumas versões da lenda arturiana, o local em que Lancelote se recolheu em penitência após a morte de Artur.

## A cidade hoje
Glastonbury hoje é um centro de turismo religioso e peregrinação. Diversos ramos do misticismo e paganismo coexistem com a herança católica. Como muitas cidades de tamanho similar, o centro não é tão importante quanto antes, mas Glastonbury tem um bom número de lojas. Os arredores da cidade incluem outras opções de lojas também.
Glastonbury recebeu cobertura da mídia em 1999, quando mudas de maconha foram achadas dentre as amostras de plantas da cidade.
As ruínas da abadia estão abertas a visitação. A abadia teve um final violento e suas partes foram sendo destruídas quando suas pedras foram retiradas para uso na construção local. Os restos da Cozinha do Abade e a Lady Chapel estão relativamente bem preservadas. Não muito longe localiza-se o Museu da Vida Rural de Somerset, que inclui o celeiro restaurado da abadia. Outros pontos de interesse incluem a Igreja de São João, o Chalice Well e a pousada histórica George and Pilgrims Inn, construída para acomodar os visitantes da abadia.
A caminhada pela Tor até a torre no topo (os resquícios parcialmente restaurados de uma antiga igreja) é recompensada por vistas da área de Somerset. De lá, a 150 metros acima do nível do mar, fica fácil visualizar como Glastonbury foi uma ilha e, no inverno, os campos estão geralmente inundados, dando mais uma vez essa impressão.
A cidade agora tem um hotel da cadeia Travelodge, com 48 quartos, no Wirral Park Roadabout'. O hotel ganhou o alvará e muitas reclamações de empresas locais, a principal delas sendo o hotel The Wessex Hotel em Street, que anunciou que se o Travelodge ganhasse o alvará, seria um malefício à área e que fecharia suas portas. Desde que o hotel foi inaugurado (abril de 2007), o Wessex não fechou suas portas e o turismo mantém um bom nível. A inauguração do hotel leva o número de hotéis na região para seis, o Travelodge sendo o maior.
O time local de futebol é o Glastonbury Football Club.